# Calheta (Madeira)
Calheta is een gemeente in het Portugese autonome gebied Madeira.
De gemeente heeft een totale oppervlakte van 110 km² en telde 11.946 inwoners in 2001.

## Plaatsen in de gemeente
- Arco da Calheta
- Calheta
- Estreito da Calheta
- Fajã da Ovelha
- Jardim do Mar
- Paul do Mar
- Ponta do Pargo
- Prazeres